# Hypogymnia guadalupensis
Hypogymnia guadalupensis är en lavart som beskrevs av McCune. Hypogymnia guadalupensis ingår i släktet Hypogymnia och familjen Parmeliaceae.   Inga underarter finns listade i Catalogue of Life.